# Nygård, Kungsbacka kommun
Nygård är en bebyggelse i Fjärås socken i Kungsbacka kommun. Mellan 2015 och 2020 avgränsade SCB här en småort. Vid avgränsningen 2020 klassade SCB bebyggelsen som en del av tätorten Fjärås kyrkby. 